# Sully (película)
Sully es una película biográfica estadounidense de drama dirigida y coproducida por Clint Eastwood, y escrita por Todd Komarnicki, sobre el vuelo 1549 de US Airways y su piloto, Chesley «Sully» Sullenberger, basada en la autobiografía Highest Duty de Sullenberger y Jeffrey Skiles. La película está protagonizada por Tom Hanks como Sullenberger, con Aaron Eckhart, Laura Linney, Anna Gunn, Autumn Reeser, Holt McCallany, Jamey Sheridan y Jerry Ferrara en papeles secundarios.
Sully se estrenó en el 43.º Festival de Cine de Telluride el 2 de septiembre de 2016, y fue estrenada en los Estados Unidos por Warner Bros. en cines convencionales e IMAX el 9 de septiembre de 2016.

## Argumento
El núcleo del argumento se divide en los hechos y en la investigación de la NTSB acerca de la decisiones del capitán "Sully" junto a su primer oficial Skiles y su gestión en el vuelo 1549.
El 15 de enero de 2009, los pilotos de US Airways Capitán Chesley "Sully" Sullenberger (Tom Hanks), y el Primer Oficial Jeff Skiles (Aaron Eckhart), abordaron el vuelo 1549 de US Airways desde el aeropuerto de LaGuardia al aeropuerto internacional de Charlotte Douglas. A tres minutos de vuelo, a una altitud aproximada de 2,800 pies (aproximadamente 850 m), el Airbus A320 golpea una parvada de gansos canadienses, lo que desactiva ambos motores. Sin la potencia del motor y juzgando a sí mismos incapaces de llegar a los aeropuertos cercanos (el Aeropuerto de Teterboro es el más cercano), Sully aterriza el avión en el río Hudson. La tripulación y los pasajeros evacuan sin sufrir bajas. La prensa y el público llaman a Sully un héroe, pero el incidente lo deja atormentado y experimenta un sueño en el que el avión se estrella contra un edificio.
Sully se entera de que los datos preliminares de ACARS sugieren que el motor de babor todavía estaba funcionando a ralentí. Teóricamente, esto le habría dejado con suficiente poder para regresar a LaGuardia o aterrizar en Teterboro. Además, la Junta Nacional de Seguridad del Transporte afirma que varias simulaciones informáticas confidenciales muestran que el avión podría haber aterrizado de manera segura en cualquiera de los aeropuertos sin motores. Sully, sin embargo, insiste en que perdió ambos motores, lo que lo dejó sin tiempo, velocidad o altitud suficientes para aterrizar de manera segura en cualquier aeropuerto.
Sully se da cuenta de que la Junta cree que el accidente pudo haber sido un error del piloto, lo que pondría fin a su carrera. Él hace arreglos para que las simulaciones se ejecuten con pilotos en vivo, y los resultados se transmiten a la audiencia pública. Ambas simulaciones resultan en aterrizajes exitosos, uno en cada aeropuerto. Sully argumenta que no son realistas porque los pilotos sabían de antemano la situación que enfrentarían y las medidas de emergencia sugeridas, y pudieron practicar el escenario varias veces. La junta acepta que en la vida real los pilotos habrían tardado algún tiempo en reaccionar y realizar comprobaciones de emergencia antes de decidir desviar el avión.
Ambas simulaciones se vuelven a ejecutar y se transmiten a la audiencia, esta vez permitiendo una pausa de 35 segundos antes de que se desvíe el avión. El desvío simulado a LaGuardia termina con el aterrizaje del avión antes de la pista, y Teterboro con un choque en edificios antes del aeropuerto. La junta anuncia que el análisis del motor del puerto, ahora recuperado del río, confirma la versión de Sully de que fue deshabilitado por los golpes de aves. El consejo concluye que Sullenberger actuó correctamente al seleccionar la mejor de las opciones disponibles para él, lo que en el caso salvó la vida de todos a bordo.

## Reparto
- Tom Hanks como Chesley «Sully» Sullenberger.
- Aaron Eckhart como Jeffrey Skiles.
- Laura Linney como Lorraine Sullenberger.
- Mike O'Malley como Charles Porter.
- Anna Gunn como Dra. Elizabeth Davis.
- Jamey Sheridan como Ben Edwards.
- Autumn Reeser como Tess Soza.
- Holt McCallany como Mike Cleary.
- Jerry Ferrara como Michael Delaney.
- Molly Hagan como Doreen Welsh.
- Max Adler como Jimmy Stefanik.
- Sam Huntington como Jeff Kolodjay.
- Christopher Curry como Robbie Kolodjay.
- Wayne Bastrup como Brian Kelly.
- Valerie Mahaffey como Diane Higgins.
- Jeff Kober como L. T. Cook
- Katie Couric como ella misma.
- Capitán Vince Lombardi como él mismo.

## Producción

### Rodaje
La fotografía principal comenzó el 28 de septiembre de 2015 en la Ciudad de Nueva York. El 15 de octubre de 2015 el rodaje comenzó en Atlanta, donde un edificio ubicado en Atlanta Central se transformó en un hotel de Nueva York. El rodaje tuvo lugar en Carolina del Norte, Los Ángeles, Nuevo México y Kearny, y concluyó el 29 de abril de 2016. Se rodó casi en su totalidad con cámaras digitales IMAX.

## Estreno
Sully se estrenó mundialmente en el 43.º Festival de Cine de Telluride el 2 de septiembre de 2016. En Estados Unidos se estrenó en cines convencionales e IMAX el 9 de septiembre de 2016, por Warner Bros.